# Institut Marini de Montet
L'Institut Marini était une institution recueillant des enfants orphelins entre 1887 et 1979. Il était situé dans les murs de l'ancien château de Montet, sur l'actuelle commune de Les Montets (Broye) dans le canton de Fribourg, en Suisse. 

## Histoire
Sous la Confédération des XXII cantons, des sœurs de la Société du Sacré-Cœur de Jésus installent une maison d'éducation dans le château de Montet. Néanmoins, celle-ci est considérée comme un couvent par les autorités fribourgeoises qui l'interdisent et forcent les religieuses à quitter les lieux en 1847. En 1875, la comtesse Victoire de Marini lègue 250 000 CHF au frère d'une de ses dames de compagnie, Alphonsine Torche, de Cheiry, dans le but de créer un orphelinat dans le canton de Fribourg. L'abbé Eugène Torche rachète le château et crée un orphelinat pour filles, dont il confie la gestion à des Sœurs Ursulines. En 1884, l'orphelinat devient mixte et accueille une trentaine de garçons. L'Orphelinat Marini est fondé en 1887 et l'abbé Torche en devient directeur à vie.
Il est composé de deux sections, l'une nommée asile est destinée aux garçons de 4 à 13 ans et la seconde, nommée orphelinat agricole est destinée à tout orphelin de 13 à 19 ans. Il y a alors une centaine de pensionnaires et le personnel est composé d'une vingtaine d'équivalents temps plein. La secrétaire de l'institution est Alphonsine Torche.
Le 31 mai 1908, à la mort de l'abbé Torche, la direction de l'Orphelinat revient aux frères lasalliens. Ils y demeurent jusqu'en 1929. L'Orphelinat est alors dirigé par des prêtres diocésains jusqu'en 1955, année où les Salésiens de Don Bosco reprennent la gestion opérationnelle de l'institution jusqu'en 1959. De 1960 à 1962, la gestion est à nouveau assurée par un prêtre diocésain. En 1961, les premiers Salvatoriens arrivent. Ils reprennent Marini en 1962 et le dirigent jusqu'à sa fermeture en 1979.
En 1981, le mouvement des Focolari acquiert les lieux afin d'en faire un centre de rencontre et de formation.

## Affaires de pédophilie
En 2015, à la suite de la découverte d'archives et de registres de l'Institut Marini par l'archiviste de l'Evêché, Charles Morerod, évêque de Lausanne, Genève et Fribourg, a mandaté une recherche historique sur cette institution. Le but était de faire la lumière sur les abus sexuels et les maltraitances qui y ont été commis pour la plupart par des prêtres, mais aussi par des surveillants laïcs. La période concernée par cette étude sont les années 1929 à 1955, années durant lesquelles l'Institut Marini relevait directement de la responsabilité de l'évêque diocésain. Le rapport des historiens a été présenté en janvier 2016, lors d'une conférence de presse, à l'Evêché. Il a permis de rendre public des faits qui ont été longtemps cachés par l'Église catholique et l'État de Fribourg,. Le 30 mars 2017, l'émission Temps Présent, de la RTS, est revenue sur le sombre vécu des enfants ayant été placés à Marini.